# Brian Lanker

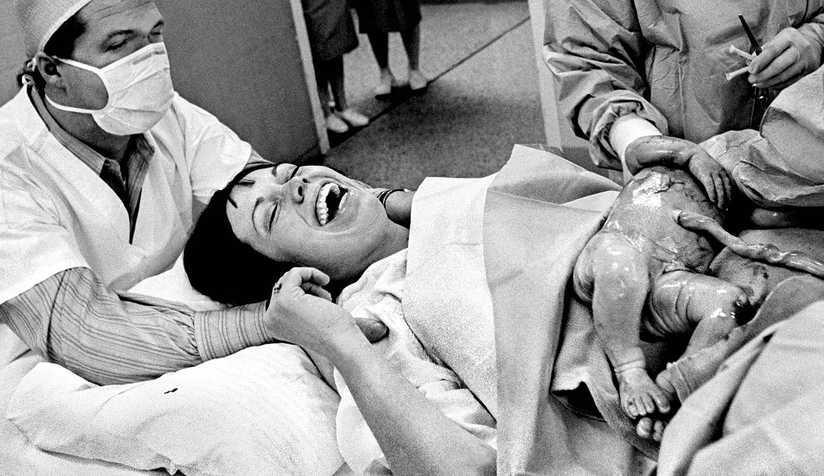
Brian Lanker: Moment of life, jedna ze série fotografií, za kterou obdržel Pulitzerovu cenu za fotografii

Brian Lanker (31. srpna 1947 – 13. března 2011) byl americký fotograf. Získal Pulitzerovu cenu za fotografii za rok 1973 za černobílou fotografickou esej o porodu pro časopis The Topeka Capital-Journal, včetně fotografie „Moment of Life“. Lanker zemřel ve svém domě v Eugene v Oregonu 13. března 2011 po krátkém záchvatu rakoviny pankreatu. Bylo mu 63 let.

## Životopis
Jeho práce se objevovaly v magazínech Life and Sports Illustrated, stejně jako v knižních projektech, včetně I Dream a World: Portraits of Black Women Who Changed America a Track Town, USA. Byl grafickým ředitelem novin The Register-Guard v Eugene v letech 1974 až 1982. V roce 1991 obdržel cenu Candace od sdružení National Coalition of 100 Black Women.
Lanker je otcem hudebníka Dustina Lankera.

## Dílo
- LANKER, Brian. I Dream a World: Portraits of Black Women Who Changed America. New York: Stewart, Tabori and Chang, 1999. Dostupné online. ISBN 1-55670-923-4.